# Българи в Мароко
Българите в Мароко са между 500 и 600 души.

## Култура

### Дружества
- Дружество на българите и приятелите на България в Мароко „Орфей“ (от 2004)

### Училища
- Българско неделно училище, Рабат

### Културни формации
- Школа за модерен балет, Рабат